# 352 (numero)
Trecentocinquantadue (352) è il numero naturale dopo il 351 e prima del 353.

## Proprietà matematiche
- È un numero pari.
- È un numero composto.
- È un numero abbondante.
- È un numero pratico.
- È un numero 60-gonale.
- È un numero poligonale centrale.
- È parte delle terne pitagoriche (114, 352, 370), (135, 352, 377), (264, 352, 440), (352, 420, 548), (352, 660, 748), (352, 936, 1000), (352, 1386, 1430), (352, 1920, 1952), (352, 2805, 2827), (352, 3864, 3880), (352, 7740, 7748), (352, 15486, 15490), (352, 30975, 30977).
- È un numero congruente.

## Astronomia
- 352P/Skiff è una cometa periodica del sistema solare.
- 352 Gisela è un asteroide della fascia principale del sistema solare.

## Astronautica
- Cosmos 352 è un satellite artificiale russo.